# Rod Evans
Rod Evans angol énekes, aki a Deep Purple első énekese volt. Ian Paice-szel már a 60-as években együtt zenélt a The Maze nevű formációban. Az első három Deep Purple lemezen hallható a hangja, valamint a Hush című sláger is az ő hangjával lett örökzöld. 1969-ben váltotta fel Ian Gillan. Ezután megalakította a progresszív rock hatásokkal felvértezett hard rock zenekarát a Captain Beyondot, ahol korábbi Iron Butterfly tagok is felbukkantak. 1977-ben feloszlott a zenekar, majd 1998-ban újjáalakultak 5 év erejéig. Rod neve azonban a Purple nevével függ össze, mint a zenekar egykori énekese.

## Diszkográfia
Deep Purple stúdióalbumok:
- Shades of Deep Purple 1968
- The Book of Taliesyn 1968
- Deep Purple 1969